# Popów Głowieński
Popów Głowieński – wieś w Polsce położona w województwie łódzkim, w powiecie zgierskim, w gminie Głowno. 
W latach 1975–1998 miejscowość administracyjnie należała do ówczesnego województwa łódzkiego.
We wsi działa klub sportowy Sokół Popów, Szkoła Podstawowa im. Józefa Chełmońskiego i Koło Gospodyń Wiejskich.